# 洪範14条
洪範14条（こうはんじゅうしじょう）は、1895年1月8日（開国503年12月13日）に制定・公布された李氏朝鮮の憲法で、朝鮮史上最初の憲法である。自主独立国であることを内外に宣言して近代化改革を基礎としたが、日本側の干渉などのもとに集約されており、民衆からの支持はなく改革は進まなかった。

## 経過
1894年の第1次金弘集内閣による甲午改革は、興宣大院君派と閔妃派の対立、そして甲午農民戦争や日清戦争などで停滞しており、政局は危機に陥った。この時に日本は内務大臣井上馨を韓国駐在公使として派遣し、日本側は内政改革を強く推進した。改革方案綱領なるものを高宗に提示して、施行させるよう迫り、12月17日に成立した金弘集・朴泳孝の連立内閣は井上改革案を日本人顧問の干渉の下で改善して洪範14条を制定した。その後、1895年1月7日に高宗が宗親と百官を従えて宗廟に誓って独立誓告文及び洪範14条を宣告した。続いて1月14日に高宗は社稷壇に進んで、奉告と純漢文・純諺文・諺漢混用文の3種類の文体で記して全国に公布した。以来、議政府を内閣に改称したりして内政改革を断行したが、国家の財政難、宮廷内の党派の対立で一時的に中断された。 1895年3月、日本政府の第一銀行から借款を得て再び改革案を4月1日から施行し、5月26日地方制度改正まで完了して、第2次甲午改革が制度上完成した。

## 条文
| 条 | 現代語訳 |
| -- | --- |
| 1  | 清国に依存する概念を断ち切り、自主独立の基礎を確固に建設する                                                             |
| 2  | 王室典範を制定し、王位の継承並びに王族と外戚の名分と意義を示す                                                           |
| 3  | 大君主は正殿にて国政を執り、政務は時原任大臣と親しく誠実に議論して裁決し、王后・妃嬪・王族・外戚が関与することを認めない |
| 4  | 王室事務と国政事務は、須く分離し、相互に混合しない                                                                       |
| 5  | 議政府及び各衙門の職務権限を明確に制定する                                                                               |
| 6  | 人民への課税はすべて法令の定めるところに従い、みだりに名目を加え、むやみに徴収することを禁じる                           |
| 7  | 租税の課徴及び経費の支出は、すべて度支衙門が管轄する                                                                     |
| 8  | 王室費は率先して節減し、各衙門と地方官の模範とする                                                                       |
| 9  | 王室費及び各衙門の費用は、あらかじめ年間予算を作成し、財政基盤を確立する                                                 |
| 10 | 地方官制を急遽改定し、地方官吏の職権を制限する                                                                           |
| 11 | 全国の聡明な青年を広く外国に派遣することにより、外国の学術と技芸を伝習させる                                             |
| 12 | 将官を教育し、徴兵法を施行して、軍制の基礎を確定する                                                                     |
| 13 | 民法と刑法を厳明に制定し、まさに監禁したり懲罰することを禁じ、人民の生命と財産を保全する                                 |
| 14 | 人材を採用するのに門閥や地縁に拘らず、士を求め朝野に遍及することにより、人材登用を広く均等に行う                         |